# From Here to Now to You
From Here to Now to You es el sexto álbum del compositor y cantante hawaiano Jack Johnson. Fue lanzado el 17 de septiembre de 2013 por la discográfica Brushfire Records y Universal Republic. Jack Johnson canta y toca la guitarra en todas las canciones, y, como es habitual, en ellas también colaboraron Adam Topol (percusión) y Merlo Podlewski (bajo). Ben Harper volvió a colaborar con Johnson contribuyendo con su voz en la canción Change.

## Recepción comercial
El álbum debutó como número uno en la lista Billboard 200, vendiendo 117 000 copias en los Estados Unidos en su primera semana. El álbum también debutó en primer puesto en las listas de Álbumes Canadienses y en las listas de Billboard de álbumes digitales, Top Rock, Alternative, y Folk.

## Lista de canciones
1. "I Got You" – 2:59
2. "Washing Dishes" – 3:26
3. "Shot Reverse Shot" – 3:10
4. "Never Fade" – 4:02
5. "Tape Deck" – 3:21
6. "Don't Believe a Thing I Say" – 3:14
7. "As I Was Saying" – 3:45
8. "You Remind Me of You" – 2:24
9. "Radiate" – 4:15
10. "Ones and Zeros" – 4:27
11. "Change" – 3:14
12. "Home" – 3:01